# Bortezomib
Bortezomib este un agent chimioterapic, fiind utilizat în tratamentul unor cancere.Este un inhibitor de proteazom. Căile de administrare disponibile sunt intravenoasă și subcutanată.
Molecula a fost aprobată pentru uz medical în Statele Unite ale Americii în anul 2003 și în Europa în anul 2004. Se află pe lista medicamentelor esențiale ale Organizației Mondiale a Sănătății.

## Utilizări medicale
Bortezomib este utilizat în tratamentul următoarelor forme de cancer:
- mielom multiplu netratat anterior, în asociere cu melfalan și prednison
- mielom multiplu progresiv, în asociere cu doxorubicină sau dexametazonă